# Hendrik Collot d'Escury
Hendrik baron Collot d'Escury, heer van Heinenoord (Rotterdam, 4 september 1773 – 's-Gravenhage, 14 mei 1845) was een Nederlands politicus. Hij was onder andere tweemaal voorzitter van de Tweede Kamer der Staten-Generaal.

## Leven

### Familie
Collot was een telg uit de adellijke familie Collot d'Escury. Zijn vader Johan Marthe Collot d'Escury en broer Carel Æmilius Els Collot d'Escury waren net als hij Kamerlid. Hij trouwde tweemaal en kreeg zes kinderen. Collot was de schoonvader van minister Jacques Jean Quarles van Ufford.

### Loopbaan
Collot studeerde te Groningen, waar hij in 1794 promoveerde en daarna advocaat werd. Hij nam vanaf 1811 bestuursfuncties op en werd curator van de Leidse Hogeschool, en enkele jaren later lid van de Tweede Kamer. Hij was daarbij tweemaal ook voorzitter van de Kamer. Hij beëindigde zijn loopbaan als lid van de Raad van State dat hij de eerste jaren combineerde met het Kamerlidmaatschap.

### Bezit
In 1809 kocht hij de heerlijkheid Heinenoord met het Hof van Assendelft. Hij werd bij zijn eerste bezoek feestelijk onthaald door de bevolking. In 1834 verkocht hij de goederen aan zijn rentmeester.

### Adelsbesluiten
Collot werd in 1814 benoemd in de Ridderschap van Holland, waardoor hij met het predicaat jonkheer tot de adel van het koninkrijk ging behoren. In 1816 verkreeg zijn vader de titel van baron, een titel die overgaat op al diens nakomelingen waardoor Collot ook vanaf dat laatste jaar die titel mocht voeren.